# Romain Danzé
Romain Danzé (Douarnenez, 3 de julho de 1986) é um ex-futebolista  francês que atuava como defensor.

## Carreira
Romain Danzé começou a carreira no Rennes.